# Messor nahali
Messor nahali är en myrart som beskrevs av Tohme 1981. Messor nahali ingår i släktet Messor och familjen myror. Inga underarter finns listade i Catalogue of Life.